# 신테쓰롯코역
신테쓰롯코역(일본어: 神鉄六甲駅, しんてつろっこうえき)은 일본 효고현 고베시 기타구에 있는 고베 전철 아리마 선의 역이다. 역 번호는 KB13이다. 해발 323m이다.
한큐 전철의 롯코 역(나다구)은 롯코 산을 사이에 두고 직선 거리로도 7km이상 떨어져 있다.

## 역사
- 1928년 11월 28일: 고베 아리마 전기철도 미나토가와 ~ 전철 아리마(현, 아리마온센) 간 개통과 동시에 롯코키타구치역으로 영업 개시.
- 1929년 10월 10일: 롯코토잔구치역으로 역명 변경.
- 1947년 1월 9일: 고베 아리마 전기철도와 미키 전기철도가 회사 합병하여 신아리미키 전기철도의 역이 됨.
- 1988년 4월 1일: 신테쓰롯코역으로 역명 변경.
- 1996년 10월: 역사 개축.

## 역 구조
상대식 승강장 2면 2선의 지평역이다. 역사는 오두막풍으로 하행 승강장 측 아리마구치 쪽에 있고, 상행 승강장은 구내 건널목에서 연결된다.
연선 광 네트워크에 접속된 역무 원격 시스템이 도입되었고, 센터 역에서 자동 매표기, 자동 개찰기, 자동 정산기, TV카메라, 인터폰, 셔터가 원격 조작된다. 이로 인하여, 역무원의 순회 역으로, 구내 매점이 설치되지 않았다. 이전에는 역 부근의 상점에서 할인 승차권 등의 위탁 판매를 실시하였는데, 2009년 11월부터 이루어지지 않고 있다.

### 승강장
| 역사측 | ■ 아리마 선(하행) | 아리마구치・아리마온센・요코야마・산다 방면     |
| 반대측 | ■ 아리마 선(상행) | 다니가미・스즈란다이・미나토가와・신카이치 방면 |

## 역 주변
역 주변에는 주택이 많다.
- 다몬지
- 가라토 나들목(롯코 유료도로 및 롯코키타 유료도로)
- 효고 지방 도로 15호 고베미타 선

## 인접역
| 고베 전철 아리마 선       | 고베 전철 아리마 선 | 고베 전철 아리마 선                   |
| ------------------------- | ------------------- | ------------------------------------- |
| KB12 오이케 신카이치 방면 | ■ 준급 ■ 보통       | 가라토다이 KB14 산다・아리마온센 방면 |